# Tenor Madness
Tenor Madness ist ein Jazz-Album von Sonny Rollins, aufgenommen in New York City am 24. Mai 1956 und veröffentlicht auf Prestige Records.

## Das Album
Zu Beginn des Jahres 1956 hatte Sonny Rollins ein kurzes Gastspiel im legendären Clifford-Brown/Max-Roach-Sextett, als er für Harold Land einsprang. Mit Brown, Roach und deren Bandmitgliedern George Morrow und Richie Powell entstand dann im März 1956 das Prestige-Album Sonny Rollins Plus 4 (PR 7038). Als die Brown/Roach-Band wieder nach Chicago zurückkehren wollte, wurde Rollins gefragt, ob er weiter in der Band spielen wolle. Der Saxophonist blieb in New York und nahm dann im Mai mit der dort weilenden und vorübergehend beschäftigungslosen Band von Miles Davis, mit dem Pianisten Red Garland, dem Bassisten Paul Chambers und dem Schlagzeuger Philly Joe Jones ein weiteres Album für Prestige auf, Tenor Madness. Der damals ebenfalls bei Miles Davis spielende Saxophonist John Coltrane stieß für das Titelstück hinzu; es wurde zu einem tenor battle, einem „Kräftemessen zwischen den beiden Giganten des Tenorsaxophons“, so die Coltrane-Biographen Filtgen und Außerbauer. „Tenor Madness“ ist ein „bop-orientiertes Stück mit starken Anleihen bei Charlie Parkers „Now’s the Time“ und wird von den beiden Musikern mit kollegialer Selbstverständlichkeit heruntergespielt“. In Quartettbesetzung folgten vier Stücke, drei Standards und eine Rollins-Eigenkomposition, der Calypso „Paul’s Pal“.

## Bewertung des Albums
Richard Cook und Brian Morton bewerteten das Album im Penguin Guide to Jazz mit der Höchstnote von vier Sternen und zählen es zu den besten seiner Prestige-Aufnahmen des Saxophonisten. Michael Nastos im All Music Guide, der das Album mit viereinhalb Sternen bewertet, stellt fest, dass es dieses Album war, das Rollins’ Ruf als einen der führenden Saxophonisten etablierte. In der Rückschau vermittelt dieses Album einen Eindruck davon, warum der junge Musiker damals so beliebt war; Nastos betont dabei die solide Konstruktion seiner Melodien und Soli, was ihm den Titel eines neuen Coleman Hawkins oder Lester Young einbrachte. Mit dem Team aus Red Garland, Paul Chambers und Philly Joe Jones habe Rollins all die rhythmische Munition um loszuschlagen, sich frei zu spielen und die Themen so zu erschließen, wie nur er dies kann. Besonders klar sei das bei seiner Version von „The Most Beautiful Girl in the World“, das in normal bewegtem Walzer-Tempo startet, gefolgt von einem Saxophon/Schlagzeug-Vorspiel, einem Solo von Jones, und von da an geht eine heiße Toberei im 4/4-Takt los. Garland sei bei dieser Aufnahme in manchen Momenten außergewöhnlich in seiner Fähigkeit, Schritt zu halten. Eine bluesige Version des Standards „When Your Lover Has Gone“ wird von Jones belebt; das legendäre Titelstück enthält lange Soli von Rollins und John Coltrane, es hat den Charakter der für Prestige typischen blowing session.
„Paul’s Pal“, ein Feature für Chambers, wurde zu einem Jazz-Standard mit seiner heiteren, leicht wiedererkennbaren Melodie und zeige Rollins’ besonderen Sinn für Humor; seine Fähigkeit, Töne wie Gesang wirken zu lassen, zeige besonders die leichte Ballade „My Reverie“.
Nastos hält das Album für ähnlich bedeutsam wie das Nachfolge-Album Saxophone Colossus. Die Einspielung zählt zu den besten Aufnahmen im Frühwerk des Saxophonisten und sei ein Beleg für die Aussagekraft, die Resonanz und Tiefe des Modern Jazz in der Nachkriegsära. Das Album gehöre daher in jedes Regal.

## Die Titel
- Sonny Rollins Quartett/Quintett – Tenor Madness (Prestige PRLP 7047/ OJC 124)

1. Tenor Madness (Rollins) 12:14
2. When Your Lover Has Gone (Einar Aaron Swan) 6:07
3. Paul’s Pal (Rollins) 5:08
4. My Reverie (Larry Clinton, Claude Debussy) 6:03
5. Most Beautiful Girl in the World (Richard Rodgers, Lorenz Hart) 5:31